# フリッツ・ルフジンガー
フリッツ・ルフジンガー（Fritz Luchsinger、1921年3月8日-1983年4月28日）はスイスの登山家である。1956年5月18日、エルンスト・ライスとともに世界第4位の高峰ローツェの登頂に世界で初めて成功した。登頂中、ルフジンガーはひどい虫垂炎に罹ったが、タンボチェのラマからスイス隊に提供された部屋で回復した。
1983年、シシャパンマの登山中に行方不明になった。